# Flourensia thurifera
Flourensia thurifera es una especie de arbusto perennifolio perteneciente a la familia de las asteráceas; endémica de Chile. Es conocida como maravilla del campo o ñinquil.

## Taxonomía
Flourensia thurifera fue descrita por (Molina) DC. y publicado en Prodromus Systematis Naturalis Regni Vegetabilis 5: 592. 1836.
Sinonimia
- Diomedea thurifera (Molina) Bertero ex Colla
- Flourensia besseriana Meyen & Walp.
- Flourensia besseriana Hook. & Arn.
- Flourensia thurifera var. lanceolata J.Rémy
- Flourensia thurifera var. thurifera
- Helianthus besseriana Benth. & Hook.f.
- Helianthus glutinosus Hook. & Arn.
- Helianthus thurifer Molina basónimo[4]

## Nombres comunes
- maravilla del campo (Chile), raíz del manso (México), tlacopatli (México), tlalpopolotl (México).[5]